# Tanec smrti (divadelní hra)
Tanec smrti (Dödsdansen) patří mezi Strindbergova světově nejhranější dramata. První díl napsal autor podle všeho v říjnu 1900, druhý díl pak v prosinci téhož roku. Oba dva díly vyšly na podzim roku 1901. Premiéra prvního dílu se konala 8. září 1908 ve Strindbergově Intimním divadle, druhý díl byl uveden 1. října téhož roku. Již předtím však byla hra zinscenována v Altes Stadttheater v Kolíně nad Rýnem (premiéra 29. a 30. září 1905).
V českých zemích byl Tanec smrti (1. díl) uveden poprvé v Městském divadle na Královských Vinohradech (dnes Praha) 4. ledna 1917 v režii K. H. Hilara. Oba díly dramatu však byly v českém prostředí uvedeny až 3. března 1936 v režii Gabriela Harta v Komorním divadle v Praze.

## Děj 1. dílu
Drama pojednává o manželství Alice a Edgara. První díl této hry je situován do ostrovního domu Edgara, kapitána pevnostního dělostřelectva. Edgar zde žije už pětadvacet let se svou ženou Alicí v úplném odloučení od okolního světa. Jediným spojením s okolním světem je pro Alici telegraf, který se tajně naučila ovládat.
Oba manželé se během celé hry bezdůvodně popichují, trýzní a nenávidí, opustit se však nemohou. Během návštěvy Alicina bratrance Kurta se vyjevuje neřešitelnost situace, ve které se manželé nacházejí.
V době Kurtovy návštěvy dostane Edgar záchvat, ze kterého se vzpamatuje. Uvědomí si své priority a chce svůj život změnit. Když Kurt vidí, jak se oba manželé absurdně chovají, odchází od nich.

## Děj 2. dílu
Druhý díl dramatu se odehrává na stejném místě jako první díl a je obohacen o další dvě hlavní postavy – Juditu, dceru Alice a Edgara, a Allana, Kurtova syna.
Manželé mezi sebou soutěží o nadvládu v rozhodování o osudu své dcery. Edgar chce Juditu provdat za plukovníka. Judita se tomuto rozhodnutí nebrání až do té doby, než se zamiluje do Allana. Aby si plukovníka nemusela vzít, pošle mu drzý telegram, který plukovník považuje za ukončení vztahů mezi ním a Juditinou rodinou. Odpověď pošle Edgarovi, jenž po přečtení telegramu dostane další záchvat, tentokrát smrtelný. Během Edgarova umírání se mezi ním a Alicí projeví poslední vlna nenávisti.

## O díle
Tanec smrti je dramatem tematizujícím vztah muže a ženy. Tento vztah je zde postižen jako nesmiřitelný souboj pohlaví, který dělá z života člověka bezvýchodné peklo. Jde o naturalistické drama s prvky expresionismu.
Mezi Edgarem a Alicí existuje neoddělitelné pouto lásky, nenávisti, přání po vymanění a nemožnost se osvobodit. Motivace podoby jejich vztahu jsou zejména psychologické, ale zrcadlí v něm se rovněž i společenské postavení manželů či prostředí, ve kterém žijí. Alice vstupem do manželského svazku ztrácí možnost osobního uplatnění. Byla nucena se vzdát umělecké dráhy a Edgar ji udělal svým vězněm. Tuto ztrátu si Alice vynahrazuje neustálým zápasem o dosažení nadřazenosti a ovládnutí manželství.
Ženský a mužský princip jsou prezentovány jako dvě nesmiřitelné veličiny, které se ovšem přitahují. Autor podrobně popisuje duchovní muka soužití hrdinů. Soustředí se více na intimní pocity postav a jejich původ, než na samotný děj. Drama obsahuje náboženské prvky viny a smíření. Silnější stranu v tomto souboji představuje žena, Alice. Postavy hry jsou ovšem spíše symbolickým zosobněním protikladných pólů než opravdovými charaktery.
Drama obsahuje náboženské prvky viny a smíření. Edgar je pyšný a má rouhačskou povahu. Smrt, které málem podlehne, ho přinutí přemýšlet o smyslu utrpení. Hra pojednává také o intimních problémech moderního člověka, mezi které patří milostné zklamání, prázdnota života, bezvýchodná neřešitelnost lidské situace na základě psychosexuálních determinant.
V dramatu se objevují také symbolistní prvky. Manželé bydlí v pevnostní věži, která kdysi sloužila jako vězení. O ostrově, kde dvojice bydlí, se ve hře mluví jako o malém pekle, což lze také vztáhnout na samotné manželství. Ostrov však není peklem jen pro oba partnery, ale také pro všechny, kteří s nimi přijdou do styku.
Autor zavádí nový, plastický způsob zobrazení moderního člověka. Drama první poloviny dvacátého století tento dramatický prostředek rozvinulo a prohloubilo. Na Strindberga navazoval například Eugene O'Neill, Tennessee Williams nebo Edward Albee. Friedrich Dürrenmatt vytvořil adaptaci Tance smrti nazvanou Play Strindberg. Tato adaptace je kritikou Strindbergova pojetí tématu.

## České překlady
- Emmerich Alois Hruška (bez vročení).[1]
- František Václav Krejčí (1917).[1]
- Radko Kejzlar (1967).
- Zbyněk Černík (2008).

## Česká uvedení
- Městské divadlo na Královských Vinohradech, Praha, premiéra 4. 1.1917, režie: K. H. Hilar.[1]
- Národní divadlo moravskoslezské, Ostrava, premiéra 20. 9. 1920.[1]
- Komorní divadlo, Praha, premiéra 3. 3. 1936, režie: Gustav Hart.[1]
- Realistické divadlo Z. Nejedlého, Praha, premiéra 18. 12. 1966, režie: František Laurin.[3]
- Divadlo Kolowrat, Praha, premiéra 29. 11. 1993, režie: Irena Žantovská j.h.[3]
- HaDivadlo, Brno, premiéra 12. 5. 2000, režie: Viliam Dočolomanský.[3]
- Městské divadlo Zlín, Zlín, premiéra 1. 3. 2001, režie: Ivan Balaďa.[3]
- Divadlo Na Vinohradech, Praha, premiéra 14. 1. 2011, režie: Michal Pavlík.[4]